# Utterstad

Utterstad är en gård i Appuna socken, Mjölby kommun, Östergötlands län. Gården bestod av 2 3⁄4 mantal.

## Historik
Gården Utterstad i Appuna socken bestod av 2 3⁄4 mantal hemman. År 1384 beviljades fasta på ett jordskifte, då kyrkan och kyrkoherden i Appuna gav Vårfruklostret i Vadstena 2 1⁄4 attung jord i Valla mot 1⁄4 attung i Utterstad med mera. År 1386 utfärdades ett intyg att, vid ett arvskiftet mellan fogden i Åbo Jeppe djäken och hans barn, vilka han hade efter sin hustru Katarina Haraldsdotter, fick barnen av föräldrarna köpe- och avlingegods bland annat jord här, räntande 2 tönn och 2 öre. År 1411 gav Holsten Ingevaldsson sin hustru Kristina Staffansdotter till morgongåva bland annat jord i Utterstad, och senare samma år pantförskriver Inge Ingesson (båt i vapnet) till Vadstena kloster sitt gods här. En 3⁄4 i Utterstad tillbytte sig kronan från fru Ingrid Appelbom, en halv från J. Reuter och 1647 en från Sofia Stenbock, senare reducerad från ryttmästare Harald Ridderberg. Har i senare tid tillhört bondesläkter.
Utterstad mellangård 1 11⁄20 mantal tillhörde 1870 Karl Magnusson. Har senare haft 3 och 4 ägare. År 1913 sålde fru Augusta Gustafsson i Valla och kammarskrivaren Karl Rydberg i Norrköping, en del av Utterstad för 55000 kronor till Johan Ahlström.

## Ägare och boende

### Herrgården
Lista över ägare till Herrgården som bestod av 1 hemman.
| År         | Namn                         | Levnadstid    |
| ---------- | ---------------------------- | ------------- |
| 1701       | Jonn                         | [ 2 ]         |
| 1708–1711  | Anders Persson               | [ 3 ] [ 4 ]   |
| 1714–1724  | Bleckert Andreas Blomensköld | 1688–1762     |
| 1740–1750  | Carl von Rohr                | 1694-1750     |
| 1753–1765  | Hanna Margareta Blomensköld  | 1713–1795     |
| 1771       | Johan Persson i Sockendal    | [ 12 ]        |
| 1776–1784– | Lars Nilsson i Sockendal     | [ 13 ] [ 14 ] |
| 1800       | Maria i Sockendal            | [ 15 ]        |

### Mellangården
Mellangården bestod av 1⁄2 hemman.
| År   | Namn          | Levnadstid |
| ---- | ------------- | ---------- |
| 1802 | Lars Ericsson | 1743–1802  |

### Södergården
Södergården bestod av 1⁄2 hemman.
| År        | Namn                            | Levnadstid |
| --------- | ------------------------------- | ---------- |
| 1802–1807 | Anders Andersson (skattmästare) | 1747–      |

### Norrgården
Norrgården bestod av 3⁄4 hemman.
| År        | Namn                          | Levnadstid |
| --------- | ----------------------------- | ---------- |
| 1802–1803 | Eric Andersson (skattmästare) | 1745–1803  |